# Ciobănești
Ciobănești – wieś w Rumunii, w okręgu Ardżesz, w gminie Băbana. W 2011 roku liczyła 709 mieszkańców.